# Santa Cecilia (Artemisia Gentileschi)
Santa Cecilia è un dipinto a olio su tela (108x78,5 cm) realizzato nel 1620 circa dalla pittrice italiana Artemisia Gentileschi. È conservato nella Galleria Spada di Roma.

## L'opera
La tela raffigura una monumentale immagine di Santa Cecilia rappresentata in guisa di suonatrice di liuto. Appartiene – come afferma la maggior parte della critica – al periodo fiorentino di Artemisia Gentileschi; passò alla Galleria Spada già nel 1637.
La figura di Santa Cecilia, santa romana patrona dei musicisti, è stata rappresentata nella pittura del XVI e del XVII secolo con molti e diversi strumenti musicali (si pensi ad esempio alla tela di Raffaello nella Pinacoteca Nazionale di Bologna), anche se lo strumento che abitualmente la identifica è l'organo portativo. Esso è entrato nella iconografia di Santa Cecilia come "strumento emblema" a causa, pare, di una dubbia interpretazione di un passo liturgico. Louis Goosen nel suo Dizionario dei santi spiega che nell'VIII secolo, nella liturgia celebrata nel giorno della sua festa, il 22 novembre, il testo recitava «cantantibus organis Caecilia virgo soli domino decantabat» («mentre la musica risuonava, la vergine Cecilia cantava al suo unico Dio»). Più tardi questo passo venne tradotto ed inteso nel modo seguente: «suonando l'organo, Cecilia cantava al suo unico Dio».
Nella tela di Artemisia, lo strumento emblema si intravede a mala pena, nel buio dello sfondo, dal quale emerge la santa che, raffigurata in piedi, riempie quasi interamente la scena. Lo strumento prescelto per la santa musicista è, in questo caso, il liuto. La santa indossa un ampio abito di color giallo (l'inconfondibile giallo che la pittrice aveva imparato ad ottenere, impastando gli opportuni pigmenti, nella bottega del padre Orazio). La Santa – in accordo con le raccomandazioni dell'Iconologia di Cesare Ripa – ha il viso rivolto verso l'alto e lo sguardo ispirato, come se, consolata dall'armonia della musica, già si stesse elevando alla gloria dei cieli.